# Wilhelm Schäfer (Märtyrer)
Wilhelm Schäfer (* 8. Juni 1884 in Kikinda, Banat, Österreich-Ungarn; † 14. Dezember 1944 in Tschesterek/Neuhatzfeld, Sankt Georgen an der Bega, Jugoslawien) war ein banatschwäbischer römisch-katholischer Geistlicher und Märtyrer.

## Leben
Wilhelm Schäfer besuchte das Gymnasium in Groß-Betschkerek, studierte Theologie in Temeswar und wurde dort am 29. Juni 1909 zum Priester geweiht. Er wirkte in Nakodorf, Detta, Gertianosch, Glogowatz, Steierdorf, Toba, Ortsteil von Neuzerne, und ab 1928 in Tschesterek. Nach der Einnahme des Ortes durch die russischen Truppen am 3. Oktober 1944 wurde er am 6. Oktober den Partisanen überlassen. Zusammen mit den Ortsbewohnern kam Pfarrer Schäfer in ein Lager und starb am 14. Dezember an Misshandlungen.

## Veröffentlichungen
- Geschichte und Leben der 100jährigen Gemeinde Tschestereg (Tschestelek). Heger, Cestereg 1929.[1]

## Gedenken
Die katholische Kirche hat Wilhelm Schäfer als Glaubenszeugen in das deutsche Martyrologium des 20. Jahrhunderts aufgenommen.